# Wappen Brasiliens

Wappen Brasiliens

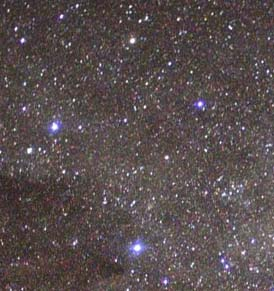
Das Sternbild Kreuz des Südens

Das Wappen Brasiliens ist in dieser Form seit dem 23. Februar 1968 in Gebrauch. Es wurde bei Ausrufung der Republik eingeführt und mehrfach modifiziert.
Es stellt einen großen Stern in den Nationalfarben Gelb und Grün dar, in dem sich ein blauer Kreis mit einem Sternbild, dem Kreuz des Südens, befindet. Dieses wird von 27 weißen Sternen umrahmt, welche die 26 brasilianischen Bundesstaaten und den brasilianischen Bundesdistrikt symbolisieren.
Der große Stern wird in der Art eines Lorbeerkranzes je von einem Zweig der Kaffeepflanze und einer blühenden Tabakpflanze umrahmt. Beides sind traditionelle landwirtschaftliche Produkte des Landes. Sie sind unten mit einem blauen Band zusammengebunden. Vor dem Band ist ein Schwert in der Senkrechten. Der Knauf in diesem Bereich trägt gelb auf rot erneut einen kleinen Stern. Im Hintergrund, teilweise von den Pflanzen verdeckt, ein zwanzigzackiger Stern.
Den Stern in den gelbgrünen Nationalfarben umgibt ein rotes Band, das für die Einheit und die Unabhängigkeit des Staates steht. Dies wird durch die Gloriole mit den zwanzig Zacken unterstrichen. Unterhalb des Sterns ist ein Wahlspruch, welcher die Inschrift República Federativa do Brasil (deutsch: Föderative Republik Brasilien) sowie das Datum 15. November 1889 trägt. An diesem Tag wurde die Republik Brasilien ausgerufen. Das Schwert versinnbildlicht den Schutz der Unabhängigkeit.
Das Verhältnis von Höhe zur Breite ist laut Gesetz mit 15:14 festgelegt.

## Historische Wappen
Das Wappen des Kaiserreichs Brasilien zeigte im grünen Schild, auf dem die Kaiserkrone ruhte, innerhalb eines blauen, sternenbesäten Kreises die Weltkugel Heinrich des Seefahrers auf dem Kreuz des Christusordens liegend, überdeckt von einem Schrägbalken.

Wappen der Kolonie Brasilien, 1500 bis 1815
Wappen des Vereinigten Königreichs von Portugal, Brasilien und den Algarven, 1815 bis 1822
Wappen des Prinzregenten von Brasilien, 18. September bis 1. Dezember 1822
Erstes kaiserliches Wappen, 1. Dezember 1822 bis 18. Juli 1840
Zweites kaiserliches Wappen, 18. Juli 1840 bis 15. November 1889
Großes Wappen des Kaiserreiches Brasilien
Provisorisches Wappen der Republik, 1889